# Auriñaciense levantino

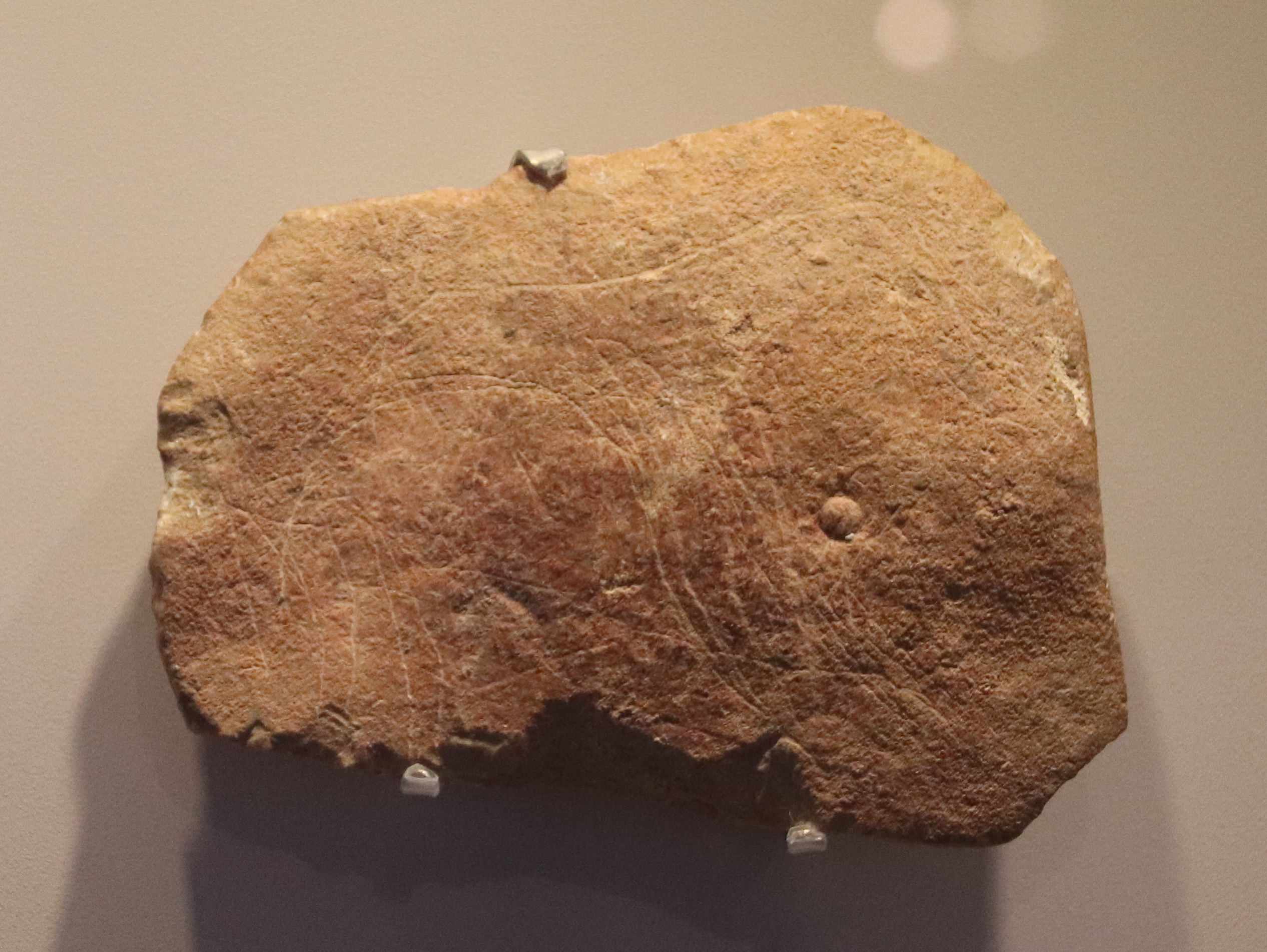
Yacimientos auriñacienses, incluido el auriñaciense Levantino.

El Auriñaciense Levantino (35 000-29 000 a. C., calibrado, 32 000-26 000 a. C. no calibrado) es una cultura del Paleolítico superior del territorio de Levante de  Oriente Próximo que evolucionó a partir del Emirense. Se denominó así por la similitud de las herramientas de piedra con la cultura Auriñaciense de Europa. El Auriñaciense levantino solía denominarse Anteliano inferior y Anteliano superior en fuentes antiguas, a partir del yacimiento de Wadi Antelias en Líbano.  La innovación más importante de este periodo es la incorporación de algunos elementos típicos del Auriñaciense, como algunos tipos de buril y puntas de hoja estrecha que se asemejan al tipo europeo de Font-Yves.

## Período auriñaciense levantino
Las similitudes con el Auriñaciense se encuentran en la fabricación de cuchillas y en el procesamiento de herramientas de hueso. El auriñaciense levantino sigue cronológicamente al emirano y al Amariense antiguo en la misma zona del Oriente Próximo, y está estrechamente relacionado con ellos.
La talla de un caballo con restos de una capa de pintura ocre de la Cueva de HaYonim, actualmente en el Museo de Israel, suele clasificarse como auriñaciense y datarse entre 40. 00 y 18 500 a. C. Es posible que sea una de las primeras manifestaciones conocidas de arte humano, junto con las piezas de ocre de la Cueva de Blombos, antes de la eclosión de la pintura rupestre en Europa.
El Auriñaciense levantino forma parte del cambio tecnológico del Paleolítico medio al Paleolítico superior, pero la llegada de los humanos modernos Homo sapiens al Levante aún es anterior al Auriñaciense levantino en decenas de miles de años. La entidad más temprana del Paleolítico superior es el Amariense local, con la primera tecnología completa de hoja/cuchilla, a la que sucede el Auriñaciense levantino, posiblemente tras unos pocos miles de años de coexistencia.  El período emiriense y el período amariane forman los primeros períodos del Paleolítico superior, que corresponden a las primeras etapas de la expansión del Homo sapiens fuera de África. A partir de esta etapa, los primeros humanos modernos probablemente emigraron a Europa para formar el comienzo del Paleolítico superior europeo, incluyendo la cultura auriñaciense. Existe la posibilidad de que el Auriñaciense levantino fuera el resultado de una influencia inversa del Auriñaciense europeo, pero esto sigue sin resolverse.

## Fases
Hay tres fases:
- Paleolítico superior III (Anteliense inferior).
- Paleolítico superior IV (Anteliense superior): proliferación de tipos de buriles y disminución del número de puntas de Font-Yves. Primer y casi único uso de hueso para herramientas en la región, muy raro en cualquier caso.
- Paleolítico superior V (Athlitiense): especialización del Anteliense con reaparición de los cuchillos Chatelperroniense' del Emiriense.

## Próximo periodo: la cultura microlítica Kebariense
A finales del Auriñaciense levantino se produjeron cambios graduales en las industrias líticas. La primera fase del Epipaleolítico del Oriente Próximo, también conocida como Kebariense, dura desde 20 000 hasta 12 150. Se encuentran por primera vez pequeñas herramientas de piedra llamadas microlitos y cuchilladas retocadas. Los microlitos de este período cultural difieren mucho de los artefactos auriñacienses.

## Yacimientos
- Yacimientos del Negev central D14, D18, D22, D27 A,B.[11]
- El-Quseir[11]
- HaYonim D[11]
- Ksar Akil, refugio VII[11]
- Cueva de Raqefet, niveles III-IV[11]
- Umm el Tlel[11]

## Artefactos

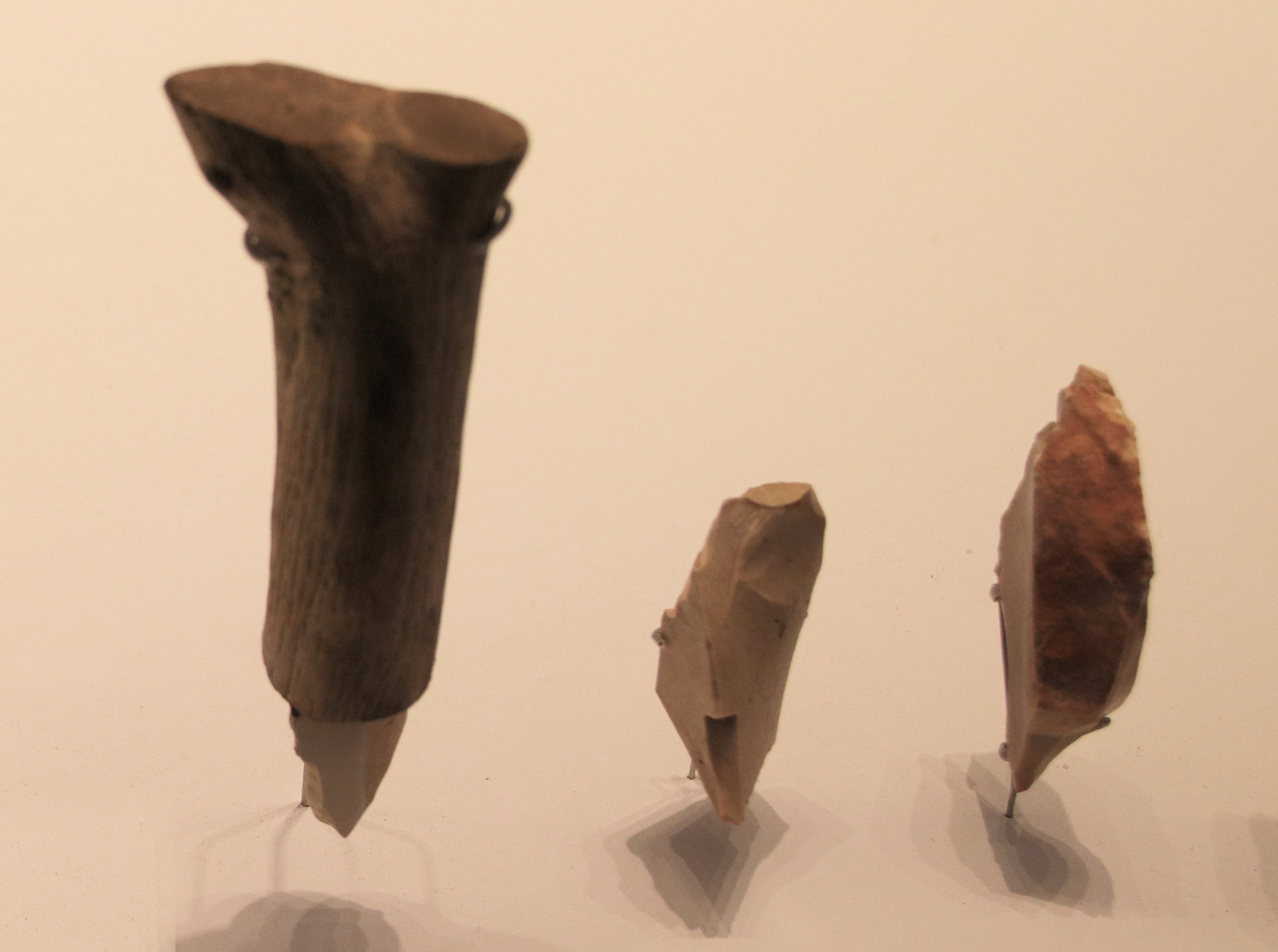
Culturas musteriense y auriñaciense, buriles de piedra utilizados para hacer incisiones en piedra y madera, Qafzeh, Hayonim, Cueva de el-Wad, 250 000-22 000 a. C. Israel
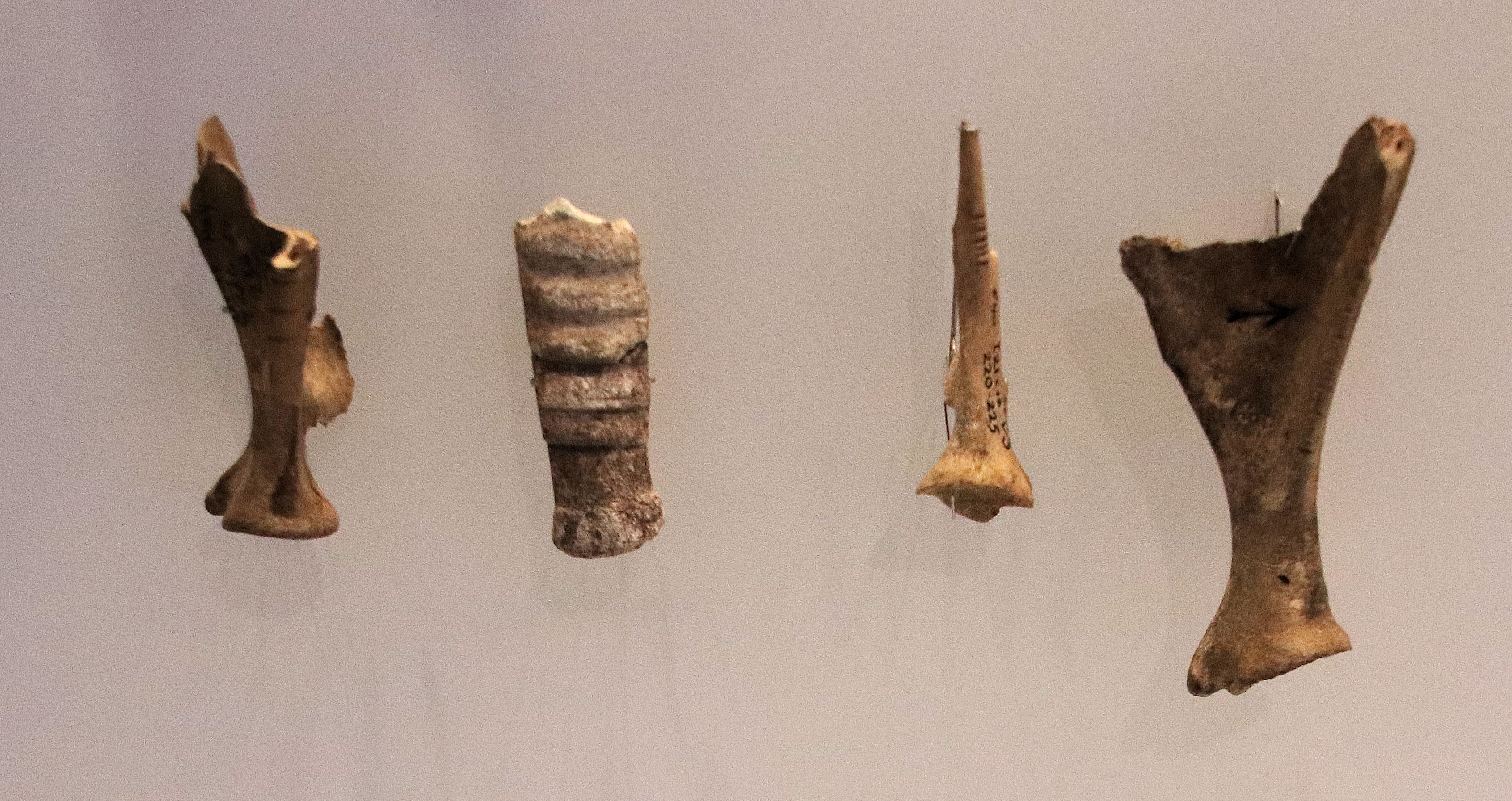
Cultura auriñaciense huesos incisos de animales, Cueva de Hayonim, 28 000 a. C
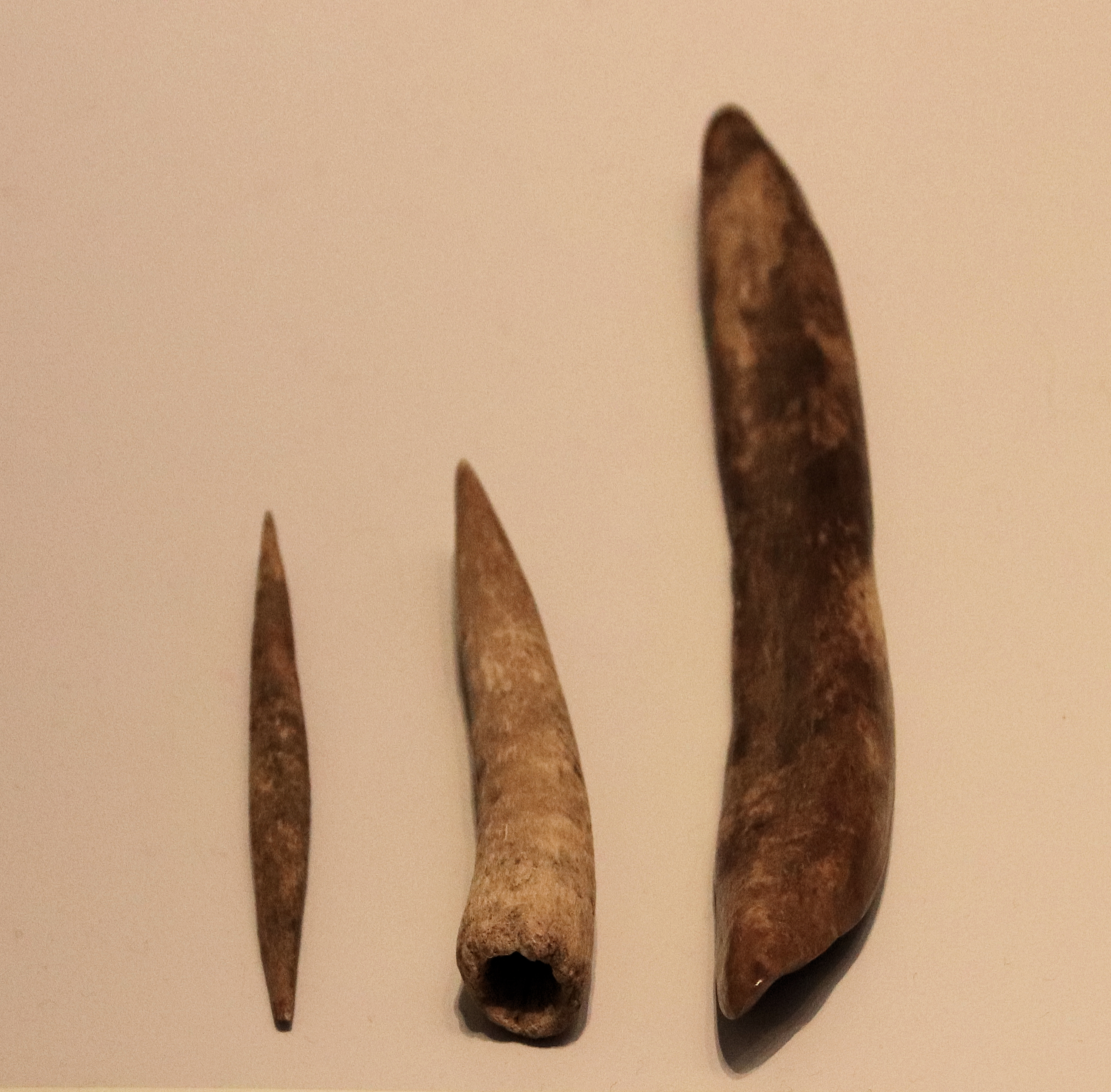
Herramientas óseas de la cultura Auriñaciense (aguja, puntas y herramientas para perforar agujeros), Cueva de Hayonim, 30.000 a. C.